# Epilobocera najasensis
Epilobocera najasensis is een krabbensoort uit de familie van de Pseudothelphusidae. De wetenschappelijke naam van de soort is voor het eerst geldig gepubliceerd in 2002 door Capolongo & Pretzmann.